# فيلاند شميت
فيلاند شميت (بالألمانية: Wieland Schmidt) (23 ديسمبر 1953 في ألمانيا - ) هو لاعب كرة يد ألمانيا الشرقية وألماني (وحمل سابقاً جنسية ألمانيا الشرقية) في مركز حارس مرمى ‏. شارك في كرة اليد في الألعاب الأولمبية الصيفية 1980 – منافسة الرجال ‏ وكرة اليد في الألعاب الأولمبية الصيفية 1988 – منافسة الرجال ‏. ولعب مع نادي ماغديبورغ لكرة اليد.

## وصلات خارجية
- فيلاند شميت على موقع أوليمبيديا (الإنجليزية)